# العلاقات الغابونية المكسيكية
العلاقات الغابونية المكسيكية هي العلاقات الثنائية التي تجمع بين الغابون والمكسيك.

## مقارنة بين البلدين
هذه مقارنة عامة ومرجعية للدولتين:
| وجه المقارنة                                              | الغابون                        | المكسيك                                                                               |
| --------------------------------------------------------- | ------------------------------ | ------------------------------------------------------------------------------------- |
| المساحة (كم2)                                             | 267.67 ألف                     | 1.97 مليون                                                                            |
| عدد السكان (نسمة)                                         | 2.03 مليون                     | 130.53 مليون                                                                          |
| الكثافة السكانية (ن./كم²)                                 | 7.58                           | 66.26                                                                                 |
| العاصمة                                                   | ليبرفيل                        | مدينة مكسيكو                                                                          |
| اللغة الرسمية                                             | لغة فرنسية                     | اللغة الإسبانية                                                                       |
| العملة                                                    | فرنك وسط أفريقي                | بيزو مكسيكي                                                                           |
| الناتج المحلي الإجمالي (بليون دولار)                      | 14.62 مليار                    | 1.15 تريليون                                                                          |
| الناتج المحلي الإجمالي (تعادل القوة الشرائية) بليون دولار | 34.65 مليار                    | 2.16 تريليون                                                                          |
| الناتج المحلي الإجمالي الاسمي للفرد دولار أمريكي          | 8.27 ألف                       | 9.01 ألف                                                                              |
| الناتج المحلي الإجمالي للفرد دولار أمريكي                 | 19.43 ألف                      | 17.32 ألف                                                                             |
| مؤشر التنمية البشرية                                      | 0.684                          | 0.756                                                                                 |
| رمز المكالمات الدولي                                      | +241                           | +52                                                                                   |
| رمز الإنترنت                                              | .ga                            | .mx                                                                                   |
| المنطقة الزمنية                                           | ت ع م+01:00، توقيت غرب أفريقيا | منطقة زمنية وسطى، المنطقة الزمنية الجبلية، زمن منطقة المحيط الهادئ، منطقة زمنية شرقية |

## منظمات دولية مشتركة
يشترك البلدان في عضوية مجموعة من المنظمات الدولية، منها:
| علم المنظمة | اسم المنظمة                        | تاريخ انضمام الغابون | تاريخ انضمام المكسيك |
| ----------- | ---------------------------------- | -------------------- | -------------------- |
|             | يونسكو                             | 16 نوفمبر 1960       | 4 نوفمبر 1946        |
|             | الفريق المعني برصد الأرض           | ?                    | ?                    |
|             | مؤسسة التمويل الدولية              | 20 أكتوبر 1970       | 20 يوليو 1956        |
|             | منظمة حظر الأسلحة الكيميائية       | ?                    | ?                    |
|             | مؤسسة التنمية الدولية              | 4 نوفمبر 1963        | 24 أبريل 1961        |
|             | منظمة التجارة العالمية             | ?                    | 1995                 |
|             | وكالة ضمان الاستثمار متعدد الأطراف | 26 مارس 2003         | 1 يوليو 2009         |
|             | الاتحاد البريدي العالمي            | ?                    | ?                    |
|             | الاتحاد الدولي للاتصالات           | 28 ديسمبر 1960       | 1 يوليو 1908         |
|             | منظمة الشرطة الجنائية الدولية      | ?                    | ?                    |
|             | الأمم المتحدة                      | 20 سبتمبر 1960       | 7 نوفمبر 1945        |
|             | البنك الدولي للإنشاء والتعمير      | 10 سبتمبر 1963       | 31 ديسمبر 1945       |

## وصلات خارجية
- موقع وزارة الخارجية المكسيكية